# 1570 en arts plastiques
| Années des arts plastiques : 1567 - 1568 - 1569 - 1570 - 1571 - 1572 - 1573    |
| Décennies des arts plastiques : 1540 - 1550 - 1560 - 1570 - 1580 - 1590 - 1600 |

Cette page concerne l'année 1570 en arts plastiques.

## Œuvres

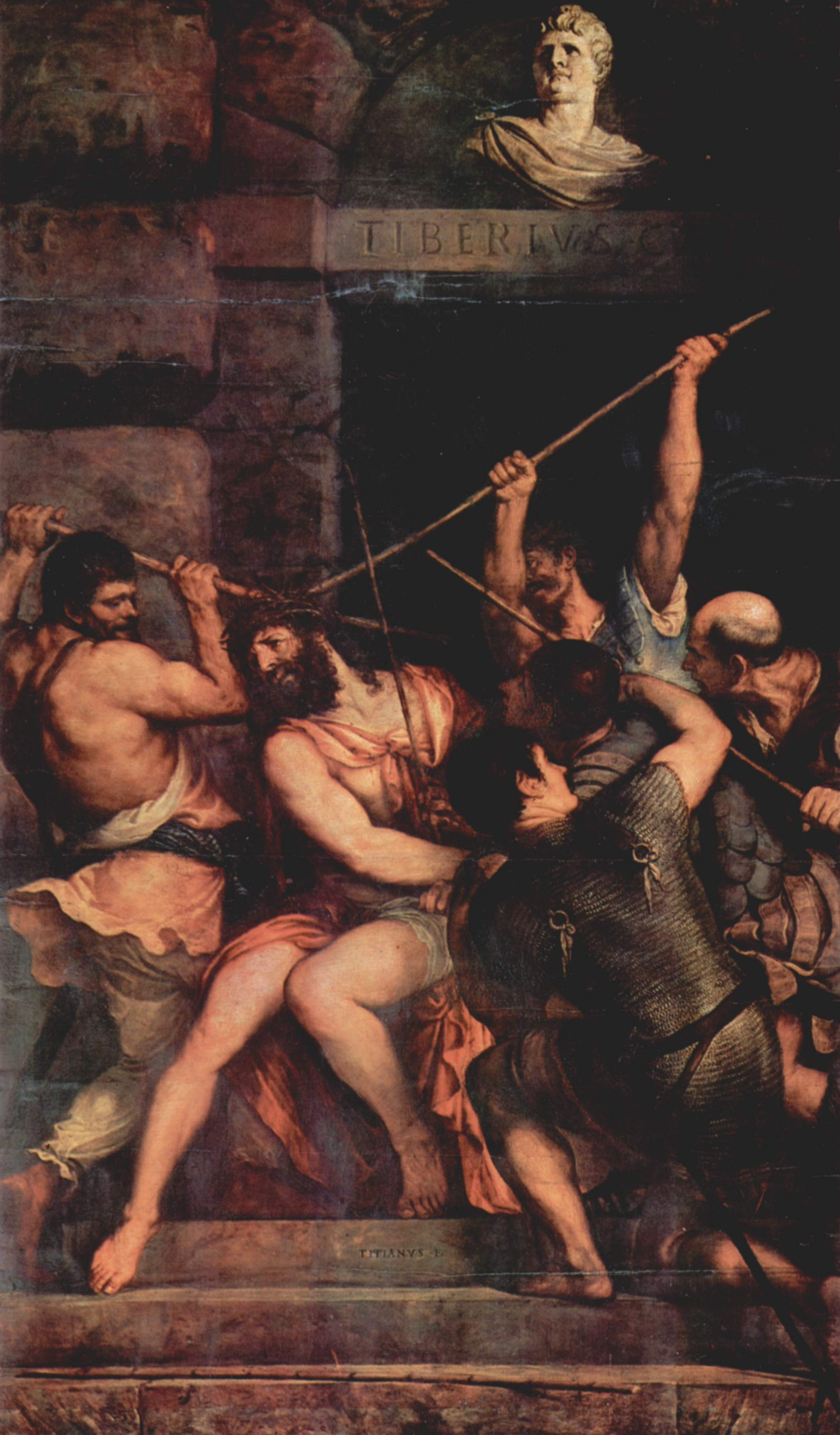
Le Couronnement d’épines, Titien.

- Gravure du temple de Portunus à Rome réalisée par le peintre flamand Matthijs Bril[1].

## Naissances
- 7 janvier : Matteo Nigetti, architecte et sculpteur italien de l'école florentine († 13 décembre 1649),
- 15 novembre : Francesco Curradi, peintre baroque italien de l'école florentine († 1661),
- ? :
  - Giuseppe Agelio, peintre baroque italien († après 1620),
  - Giulio Cesare Angeli, peintre baroque italien († 1630),
  - Willem Backereel, peintre baroque flamand de paysages († 10 août 1626),
  - Thomas Boudin, sculpteur français († 24 mars 1637),
  - Carlo Caliari, peintre italien († 1596),
  - Charles Errard l'Ancien, peintre et architecte français († 5 octobre 1628),
  - Esaias van Hulsen, orfèvre et graveur allemand († vers 1625),
  - Pieter de Jode l'Ancien, graveur flamand († 9 août 1634),
  - Kanō Naizen, peintre japonaise de l'école Kanō († 1616),
  - Emmanouíl Tzanfournáris, peintre grec († 1631),
  - Juan de Uceda, peintre espagnol († 26 novembre 1631),
  - Mi Wanzhong, peintre chinois († 1628),
- Vers 1570 :
  - Ulisse Ciocchi, peintre maniériste italien († 1631),
  - Hans Krumpper, sculpteur, stucateur, constructeur d'autel et architecte bavarois († 1634),
  - Giovanni Antonio Scaramuccia, peintre baroque italien († 15 mars 1633),
  - Tawaraya Sōtatsu, peintre japonais († vers 1643),
  - Zhao Zuo, peintre chinois († vers 1633).

## Décès
- 1er octobre : Frans Floris, peintre d'histoire romaniste flamand de l'École d'Anvers (° 1517),
- ? :
  - Gaspar Becerra, peintre, sculpteur et architecte espagnol (° 1520),
  - Maître au Dé (ou Bernardo Daddi), graveur Italien (° vers 1512),
  - Francesco Imparato, peintre maniériste italien de l'école napolitaine (° vers 1520),
  - Francesco Primaticcio (dit Le Primatice), peintre, sculpteur, décorateur et architecte italien de la Renaissance. (° 1504),
  - Georges Reverdy, graveur français (° 1531),
- Vers 1570 :
- Jacob de Punder, peintre flamand (° 1527),
- Après 1570 :
- Jan Van Wechelen, peintre flamand (° vers 1530).